# Pyrrhargiolestes tenuispinus
Pyrrhargiolestes tenuispinus – gatunek ważki z rodziny Argiolestidae.
Owad ten jest endemitem Papui-Nowej Gwinei, znanym tylko z okazów typowych odłowionych w 1893 roku w pasmie górskim Astrolabe Range w południowo-wschodniej części Nowej Gwinei.